# Passerina falcifolia
Passerina falcifolia är en tibastväxtart som beskrevs av Charles Henry Wright. Passerina falcifolia ingår i släktet Passerina och familjen tibastväxter. Inga underarter finns listade i Catalogue of Life.